# The Secret Land
The Secret Land ist ein US-amerikanischer Dokumentarfilm aus dem Jahr 1948.

## Handlung
Der Film dokumentiert die Operation Highjump, ein Programm der US-Marine zur Erforschung der Antarktis. Zu Beginn gibt Marinebefehlshaber Chester W. Nimitz die Befehle an die Admiräle Richard E. Byrd und Richard H. Cruzen aus. Die Expedition besteht aus drei Gruppen. Gruppe eins soll die Landschaft rund um die Basis Little America erforschen und erkunden. Zwei weitere Gruppen sollen die Küste im Osten und Westen erforschen und kartografieren. Die Gruppen müssen einen Zeitplan einhalten, um den antarktischen Sommer ausnutzen zu können.
Schiffe transportieren Mannschaften, wissenschaftliches Gerät und Vorräte zur Basis, darunter auch Schlitten und Hunde. Raue See verhindert eine Landung auf der Scott-Insel. Trotz des Rückschlages feiern die Männer an Bord der Schiffe das Weihnachtsfest. Die Gruppe von Admiral Byrd, die zentrale Gruppe, ist auf einen Eisbrecher angewiesen, der sie durch das zugefrorene Rossmeer bringen soll. Die Gruppe, die die westliche Küste erkunden soll, erreicht währenddessen eine andere Insel, von der aus mit Flugbooten erste Erkundungen gestartet werden. Man findet das ehemalige Lager von Robert Falcon Scott.
Die zentrale Gruppe kämpft immer noch mit den schwierigen Verhältnissen. Das Begleit-U-Boot wird von Eisschollen beschädigt, der Eisbrecher befreit es. Das U-Boot wird nach Neuseeland geschickt. Die westliche Gruppe wartet auf den Eisbrecher und studiert Pinguine, Robben und andere Tiere der antarktischen Fauna. Die zentrale Gruppe erreicht Little America, entlädt das wissenschaftliche Gerät und baut, begünstigt durch die Mitternachtssonne, eine Zeltstadt und eine Landebahn. Byrd unternimmt die erste Landung. Ein Schneesturm verhindert weitere Starts und Landungen. Durch ein Loch erreicht einer der Männer eine frühere Station, die von Eis und Schnee verschüttet wurde. Durch die Kälte sind die Vorräte dort konserviert. Expeditionsflugzeuge erkunden die Gegend, Taucher testen neu entwickelte Kaltwasser-Tauchanzüge.
Die östliche Gruppe hat ihr Quartier auf den Balleny-Inseln aufgeschlagen. Man entdeckt die Prince Charles Mountains und die schneefreie Bunger-Oase. Als der antarktische Sommer endet, ist die Flotte im Eis gefangen. Ein Eisbrecher befreit die Schiffe, die nun in Richtung Heimat auslaufen. Byrd und einige Freiwillige verbleiben in Little America um weitere Lufterkundungen zu unternehmen.
Es wird gezeigt, wie gefährlich das Unternehmen war. Ein Flugzeug der östlichen Gruppe stürzte ab. Nach zwei Wochen Suche konnten die Überlebenden gerettet werden. Drei Mann überlebten den Absturz nicht, einer der Überlebenden verlor wegen Erfrierungen beide Beine. Am Schluss holt ein Eisbrecher Byrd und seine Männer ab und bringt sie nach Hause.

## Hintergrund
Der Film wurde von der US-Marine in Zusammenarbeit mit MGM produziert. Die Uraufführung fand am 13. August 1948 in New York statt. Die im Film gezeigten animierten Karten wurden vom MGM-Cartoonisten Fred Quimby hergestellt. Die Sprecher des Films waren Robert Montgomery, Van Heflin und Robert Taylor.
Bei der Expedition kamen zum Einsatz: ein Flugzeugträger, zwei Zerstörer, zwei Wasserflugzeug-Versorger, zwei Tanker, zwei Eisbrecher, zwei Unterstützungsschiffe, ein Kommunikationsschiff, ein U-Boot, 26 Flugzeuge und 30 Hubschrauber. Ca. 5.000 Personen (Wissenschaftler, Soldaten, Seeleute usw.) waren an Bord der Schiffe.

## Kritiken
Bosley Crowther von der New York Times bezeichnete die Farbaufnahmen als lebendig und faszinierend. Der Umfang der Operation und ihre Wichtigkeit seien anschaulich auf exzellent animierten Karten erklärt, die Erläuterungen kompetent durch die Erzähler vorgetragen.

## Auszeichnungen
1949 wurde der Film in der Kategorie Bester Dokumentarfilm mit dem Oscar ausgezeichnet.